# 張貞雯
張貞雯（1966年—），台灣膠彩畫家。

## 生平
張貞雯大學時期就讀於東海大學在詹前裕教授的指導下學習膠彩畫，畢業後遠赴日本京都，在日本京都藝術大學藝術研究所主修日本畫，確立了日後繪畫創作的方向。張貞雯的作品曾入選中部美展、南瀛美展、台陽美展、日本京展日本畫、日本蒼騎展、日春展等等，1996年入選第28回日展（日治時期稱為帝展）第一科日本畫，入選日展的台籍膠彩畫家過去僅有陳進、陳永森、林之助三位，相隔數十年之後張貞雯能夠入選日展，實屬難能可貴。她的作品為國立台灣美術館所典藏，目前任職於國立台灣師範大學和東海大學指導膠彩畫，詹秀蘭、許靜文、黃相如、張維哲等等為其早期學生，近年以張靜雯、蔡佩昕、劉郡、湯柏鏗等為張貞雯於東海大學之學生。

## 著作
繾綣花語情事: 張貞雯膠彩畫集，張貞雯, 2001，ISBN	9577449670, 9789577449672

## 得獎
- 第一、二回日本全國留學生美術展入選
- 第五十二屆全省美展膠彩畫部銅牌獎
- 第五十三屆全省美展膠彩畫部銀牌獎
- 第八屆南瀛美展佳作
- 第三十八 三十九 四十屆中不美展國畫組優選
- 第四十五屆中部美展膠畫部第一名
- 1993 第五十六屆台陽膠彩組入選
- 1994 第八屆南瀛美展優選
- 1996 第四十八屆日本京展日本畫科入選
- 1996 第三十六屆日本蒼騎展入選
- 1996 第二十八屆日展第一科日本畫入選
- 1997 第三十二屆日春展日本畫入選

## 外部連結
- 瑰麗自然的描繪家─張貞雯膠彩好色 （页面存档备份，存于）
- 大紀元：張貞雯膠彩畫創作展 （页面存档备份，存于）
- 東海大學美術系 張貞雯兼任副教授 （页面存档备份，存于）

Template:台灣藝術家